# Houtdraaibank

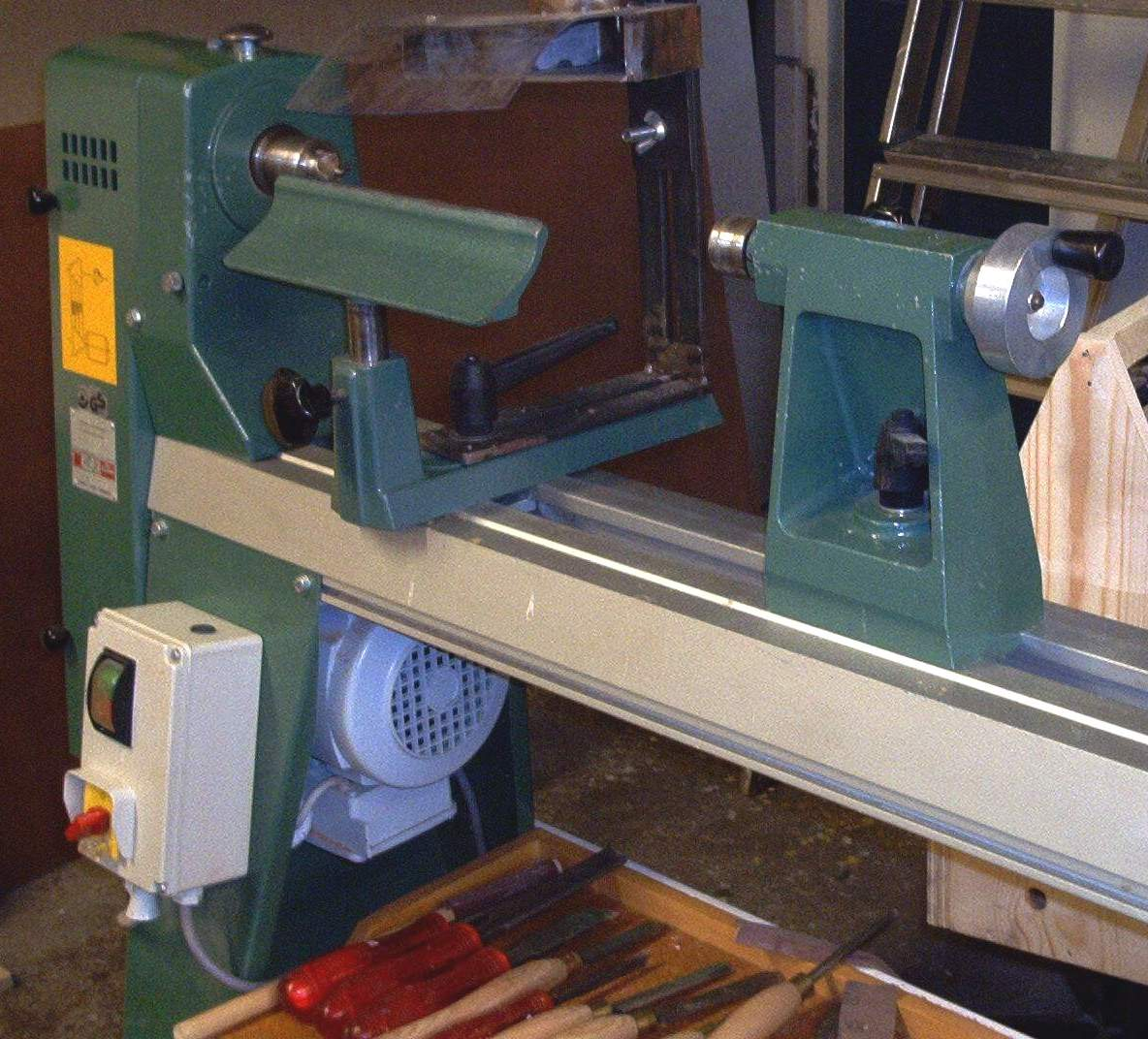
Draaibank voor houtbewerking

Een houtdraaibank is een werktuig waarin een stuk hout een draaiende beweging krijgt, waardoor er met een beitel een vorm in kan worden gebracht.

## Werking
Een houtdraaibank wordt gebruikt om het materiaal in een bepaalde vorm te krijgen. Dit vormgeven aan het materiaal gebeurt door middel van gutsen en beitels die op een leunspaan worden gehouden. Tegenwoordig worden vrijwel alle houtdraaibanken mechanisch aangedreven via een v-snaar. De snelheid waarmee het werkstuk ronddraait, wordt geregeld door de aandrijfsnaar naar keuze over een bepaalde set aandrijfschijven (poelies) te laten lopen. Sommige houtdraaibanken hebben een mechanische snelheidsregeling, zoals in een CVT. Vroeger was een platte riem aandrijving gebruikelijk, daarvoor waren er trapdraaibanken waarbij de voet van de houtdraaier het werkstuk in beweging bracht.
Bij duurdere draaibanken kan de snelheid van de draaibank vaak ook door een frequentieregelaar worden geregeld, die de snelheid van de motor regelt. Vaak gebeurt dit met een draai- of krachtstroommotor (3-fasig) op 400 volt. Ook is het mogelijk een krachtstroom motor via een frequentieregelaar aan het 230 V lichtnet aan te sluiten. Ten slotte zijn er frequentieregelaars die het toerental van 1-fase motoren (normale inductiemotoren voor 230 V) kunnen regelen.
Net als metaaldraaibanken, wordt voor de houtdraaibank meer en meer gebruikgemaakt van CNC en CAD-CAM besturingsmechanismen. De beitel wordt dan niet meer met de hand op de leunspaan gehouden, maar bewogen door de draaibank zelf. Soms wordt een frees gebruikt in plaats van een beitel. 
Omdat hout zelden exact rond is voordat het op de draaibank ingespannen wordt en bovendien geen uniforme dichtheid heeft, is met name bij zwaardere werkstukken ook een zware draaibank vereist, om trillingen als gevolg van onbalans op te vangen. Het beste materiaal hiervoor is gietijzer, dat zowel een hoge soortelijke massa heeft, alsook goede dempende eigenschappen bezit. 

## Onderdelen
- De vaste kop. Hierin zit de as die door de motor wordt aangedreven.
- Het bed. Dit is een geleider die onder het hout zit aan de vaste kop vast. Vrijwel altijd bestaat het bed uit twee vlakke stukken aan de bovenzijde. De centerhoogte van een draaibank is de afstand tussen bed en as, en bepaalt de maximale diameter van een te draaien werkstuk. Soms heeft het bed een brug, een uitneembaar stuk, zodat op korte afstand voor de as een grotere diameter kan worden gedraaid.
- De as. De as van een draaibank is vaak voorzien van een bepaalde schroefdraad (meestal M33 volgens de oude norm DIN 800, maar soms ook kleiner of groter, tot M76 bij heel grote draaibanken. Sommige draaibanken hebben ook een bajonetaansluiting) en is vaak hol en voorzien van een conus volgens MK maat, meestal MK2, soms MK3 of nog groter. De lagering van de as moet zowel axiale als radiale krachten op kunnen vangen.
- De losse kop. Dit is een verschuifbare kop, die gebruikt kan worden om het hout tegen de as vast te klemmen (het zogenaamde tussen de centers draaien). Rechts op de foto.
- De leunspaan. Dit onderdeel bestaat uit een onderstuk, dat op het bed wordt vastgeklemd en een bovendeel, waarop de beitel rust. Bovendelen zijn er in verschillende lengtes en ook kromme of gehoekte versies bestaan.
- Een verdeelschijf. Bij luxere draaibanken is de mogelijkheid om de as op meerdere, gelijk verdeelde, posities stil te zetten. Een 12 gaats verdeelschijf geeft de mogelijkheid om de as om de 30 graden vast te zetten, zodat het werkstuk op vaste posities bewerkt kan worden
- Een bril. Dit is een onderdeel dat gebruikt wordt om te voorkomen dat lange en relatief dunne werkstukken gaan trillen (bijvoorbeeld doordat de beitel ertegen aandrukt of doordat de losse kop het materiaal iets doet doorbuigen). De bril wordt op het bed vastgezet. De bril is vaak een ring met verstelbare naar binnen gerichte stiften of wieltjes die tegen het werkstuk aan drukken.
- Een klauwplaat. Bij houtdraaibanken wordt vaak een speciale vierklauwplaat gebruikt, die ten opzichte van de  drieklauw voor een metaaldraaibank heel andere bekken heeft, met meer contactoppervlak. De metaaldrieklauw of -vierklauw is niet veilig op een houtdraaibank omdat het hout slechts op kleine oppervlakken wordt vastgehouden en daar ook te veel vervormt. Bovendien is het met een vierklauwplaat mogelijk om ander dan rond materiaal te klemmen.
- Een meenemer. Dit is een onderdeel dat zich in het hout vastbijt bij het tussen de centers draaien en aan de as bevestigd wordt (meestal in de conus, maar opschroeven komt ook voor)
- Een meedraaiend center. Bij het tussen de centers draaien moet de losse kop het hout aandrukken, tussen het draaiende werkstuk en de stilstaande losse kop vangt het meedraaiend center de kracht en de draaiing op.